# South Kensington (stanice metra v Londýně)
South Kensington je stanice londýnského metra, otevřená v roce 1868. Nachází se na linkách :
- Circle Line (mezi stanicemi Gloucester Road a Sloane Square)
- District Line (mezi stanicemi Gloucester Road a Sloane Square)
- Piccadilly Line (mezi stanicemi Gloucester Road a Knightsbridge).

Ročně odbaví cca 36 milionů cestujících.